# Википедија на рипуарском језику
Википедија на рипуарском језику је верзија Википедије на рипуарском језику, слободне енциклопедије, која данас има преко 10.000 чланака и заузима на листи Википедија 91. место.